# João Carlos Silva
João Carlos Silva, né en juin 1956 près de São João dos Angolares, est un chef cuisinier, peintre, sculpteur, animateur de télévision, entrepreneur culturel, hôtelier-restaurateur et formateur de Sao Tomé-et-Principe, l'une des personnalités les plus médiatiques de son pays, perçu à l'étranger comme « l'un des meilleurs ambassadeurs de la culture santoméenne ».

## Biographie
João Carlos Silva naît en juin 1956 à la roça Dona Augusta, près de São João dos Angolares. À l'âge de cinq ans il part vivre à Gratidão, au nord de l'île – des années d'enfance dont il garde un souvenir heureux. Puis il rejoint son père cuisinier dans la capitale São Tomé, où celui-ci tient le restaurant Teia de Aranha (« toile d'araignée ») et y découvre le plaisir d'accorder les saveurs. En 1976 il quitte l'archipel pour découvrir le continent et séjourne près de huit ans en Angola. Il étudie les arts, tout en découvrant d'autres facettes de l'Afrique.
Au début des années 1980, il se rend au Portugal pour faire du droit à Coimbra. Il n'achève pas le cursus, trop engagé dans une vie étudiante, festive et culturelle intense, et part à Lisbonne, où il travaille comme journaliste et apprend à marier les cultures portugaise et africaine.
Vers 2000 il rentre au pays, transforme l'ancien restaurant de son père en école d'art (Teia de Artes), lance la Biennale d'art et de culture de Sao Tomé-et-Principe, et crée CACAU (Casa das Artes, Criação, Ambiente e Utopias), un espace culturel pluridisciplinaire.
João Carlos Silva apparaît pour la première fois à la télévision portugaise (RTP) en 2005. Il anime plusieurs émissions culinaires, dont la plus populaire est Na Roça com os Tachos (littéralement « à la roça avec des casseroles »). Convaincu que la gastronomie est une forme d'art éphémère, il parle aussi de son pays, de livres et de musique et impose son personnage au bandana rouge en guise de toque. Lui-même se décrit comme un provocateur, idéaliste, toujours en mouvement, rêveur, éternel romantique.
À São João, il a entièrement transformé l'ancienne roça héritée de son père en hôtel-restaurant, devenu une étape incontournable pour le touriste étranger et qui a fait l'objet de nombreux reportages (BBC, Globo, The Sunday Times, Financial Times, The Guardian). 70 personnes y sont employées. La casa principal à deux étages abrite une demi-douzaine de chambres, également une bibliothèque et une galerie d'art.

Roça São João.
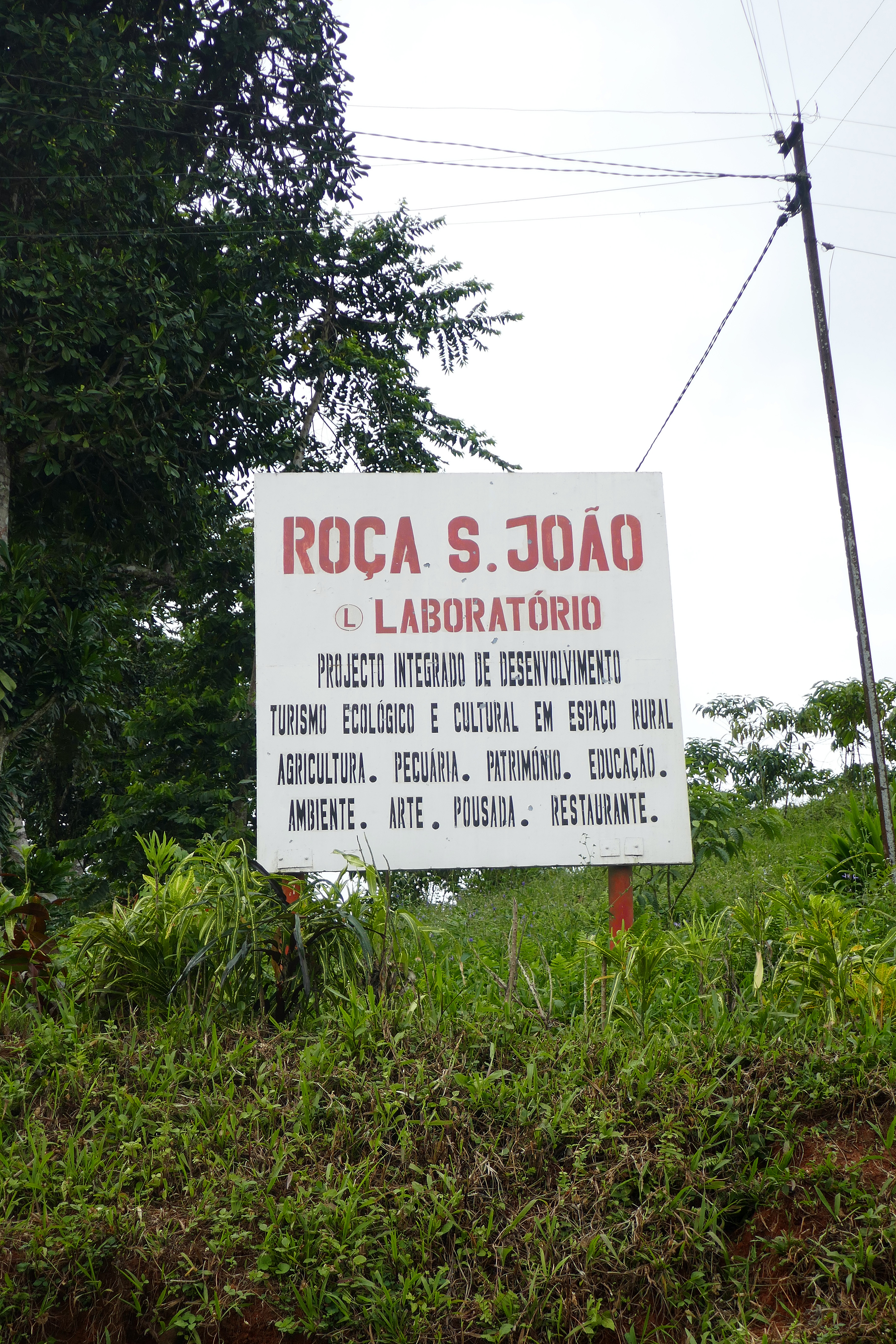
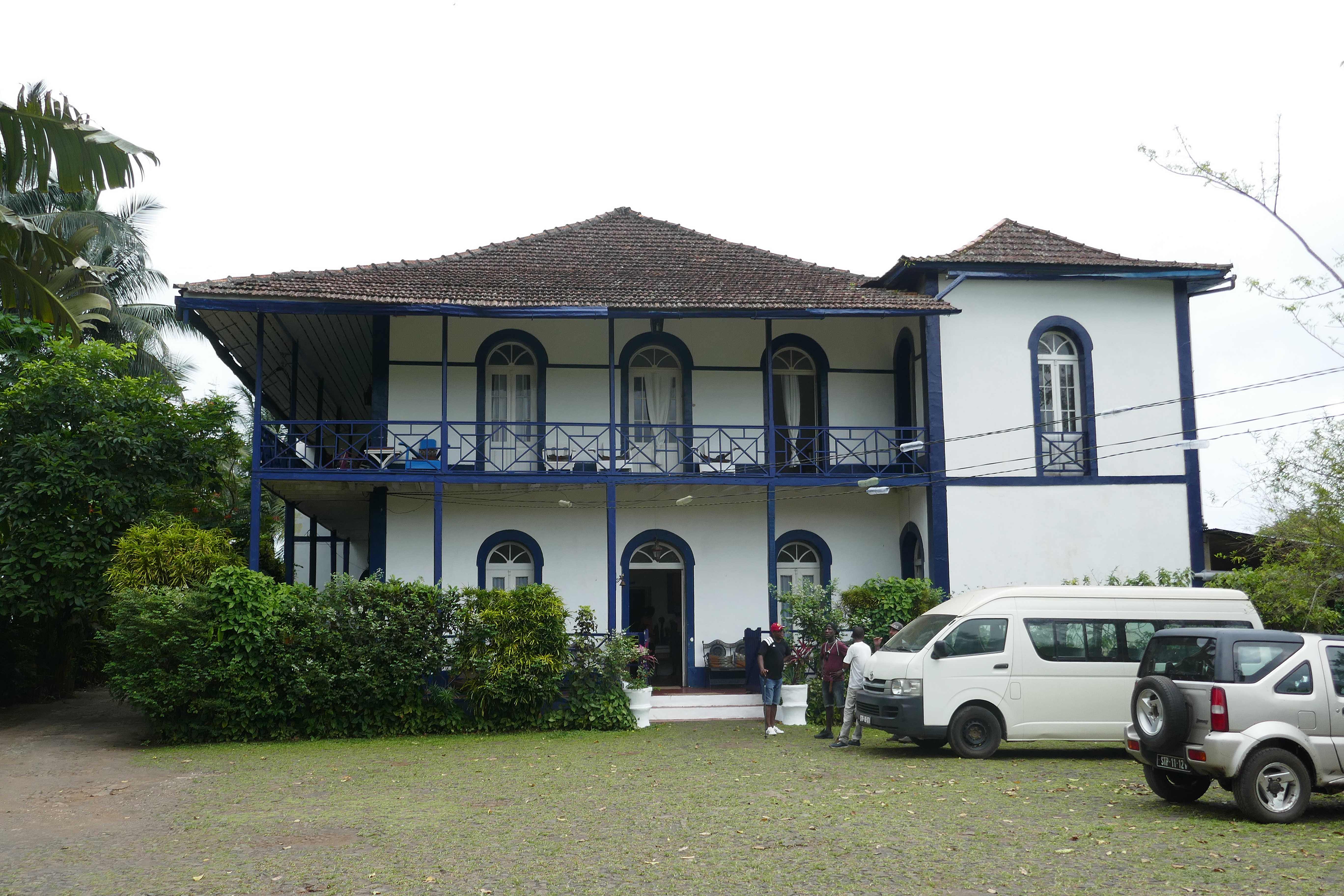
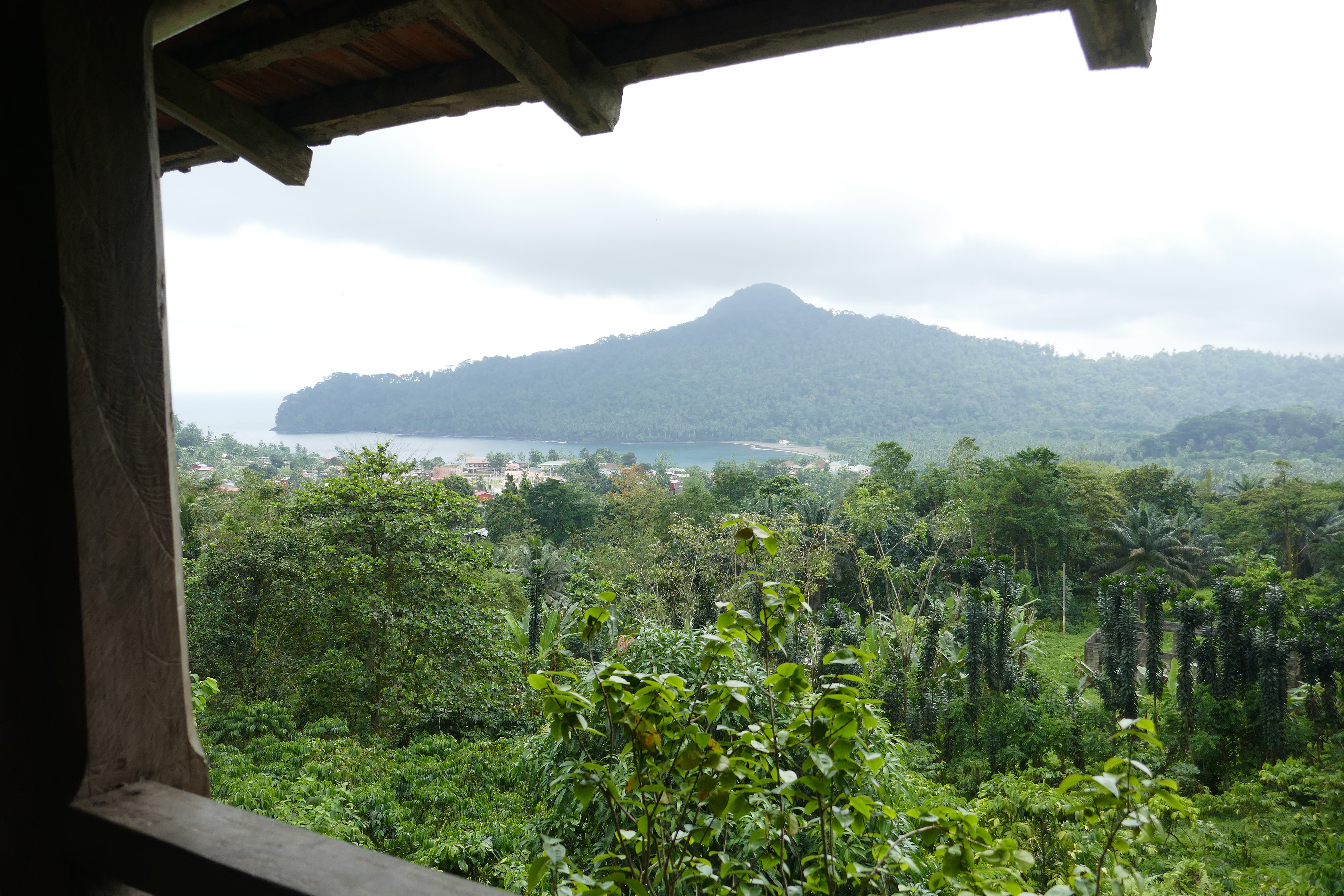

Le restaurant accueille 30 à 40 personnes par jour, selon un véritable rituel comprenant une quinzaine de mets raffinés à base d'ingrédients le plus souvent produits dans le jardin ou la basse-cour de la roça. Le décor – cuisines et tables installées sur une large terrasse donnant sur la baie d'Angolares –, la forte personnalité du chef et son exposition médiatique contribuent indéniablement au succès de l'entreprise.

Étapes gastronomiques.
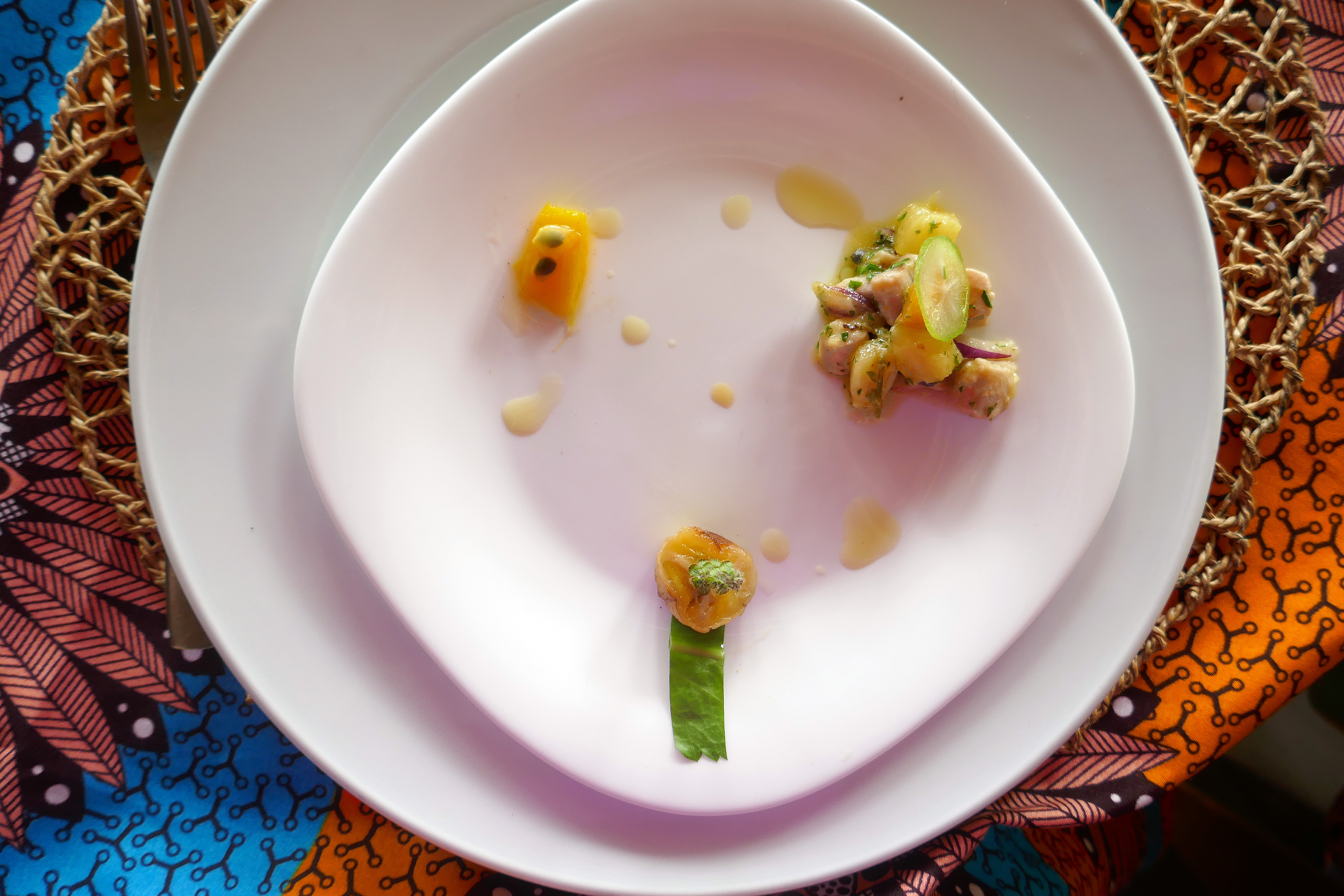
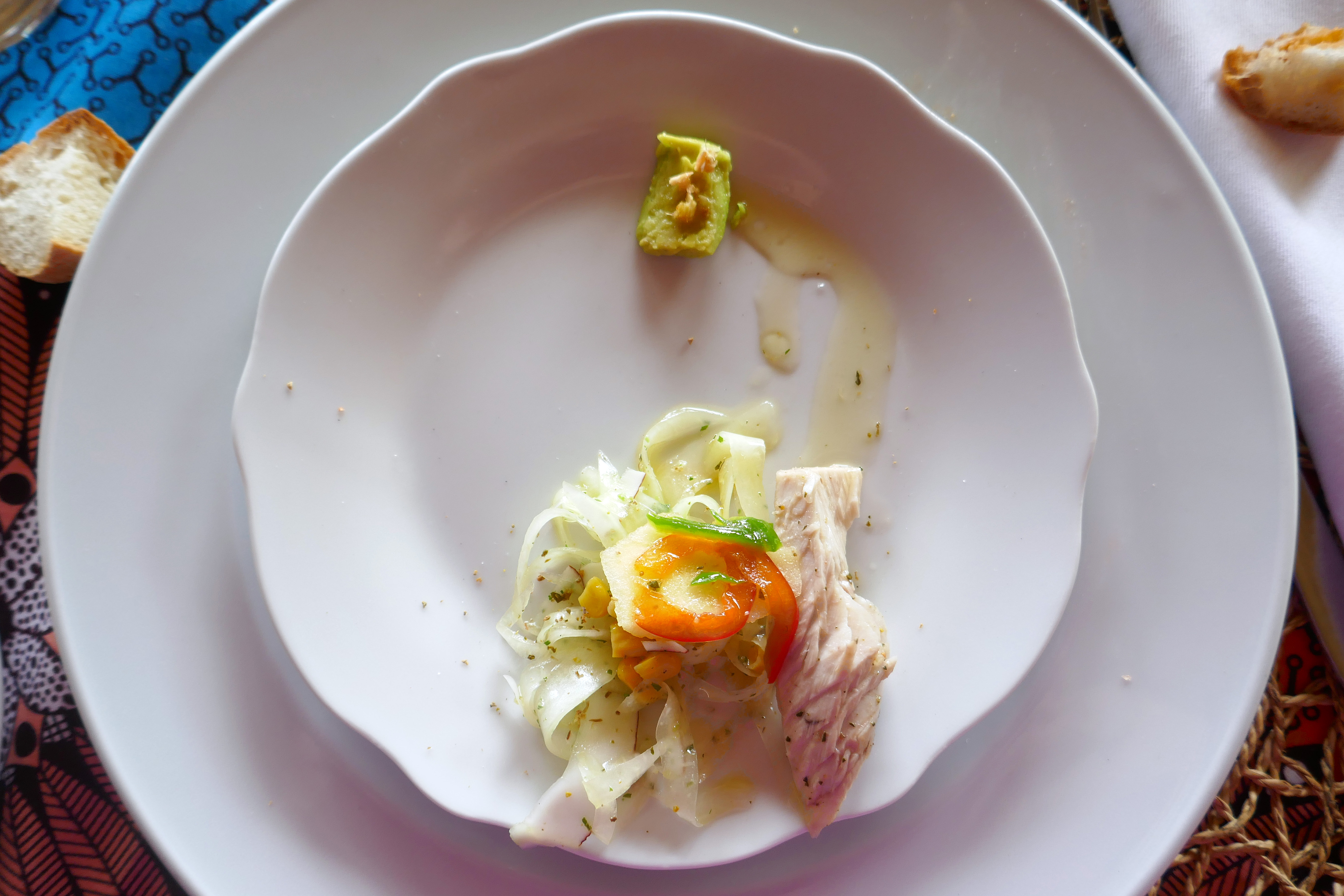
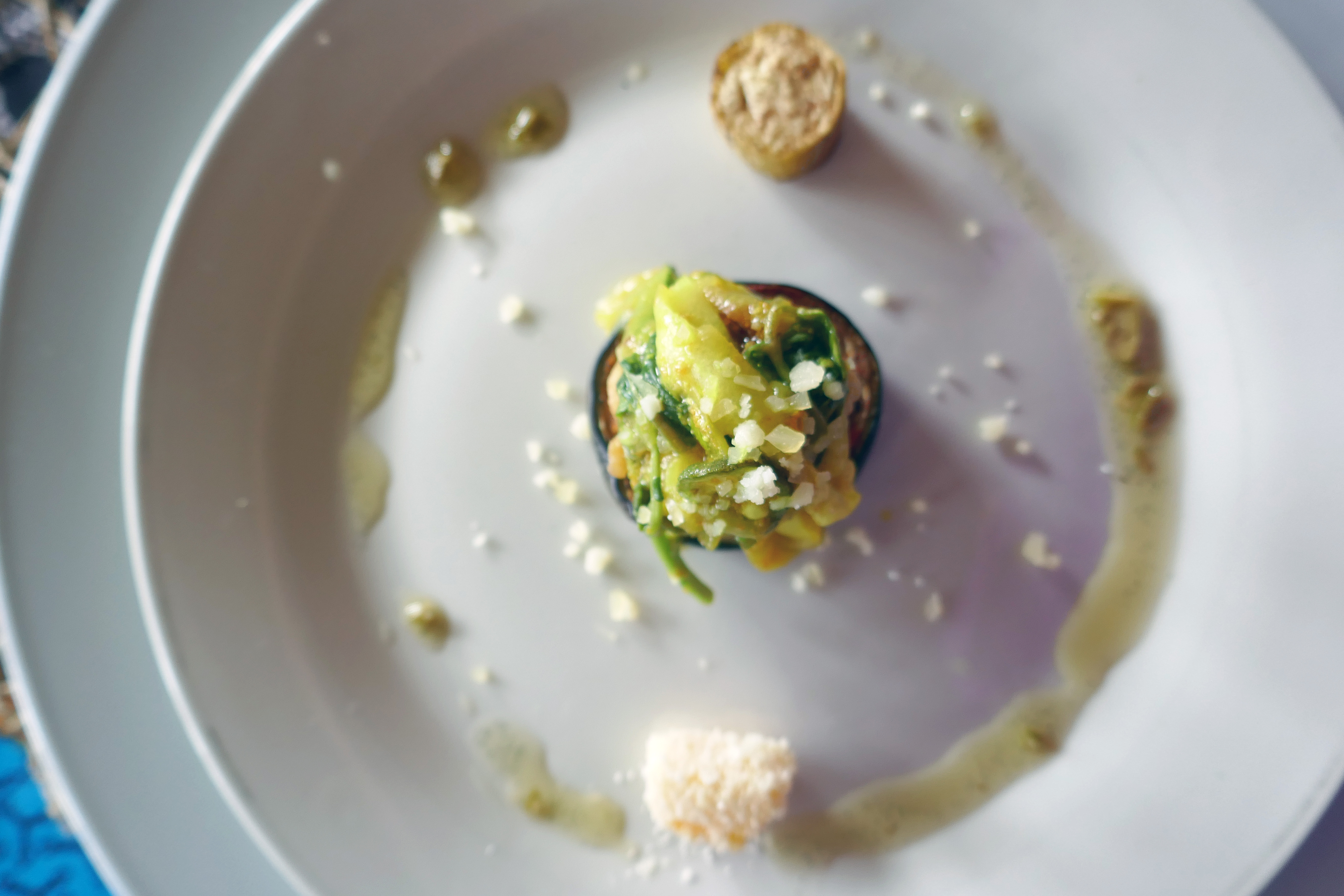
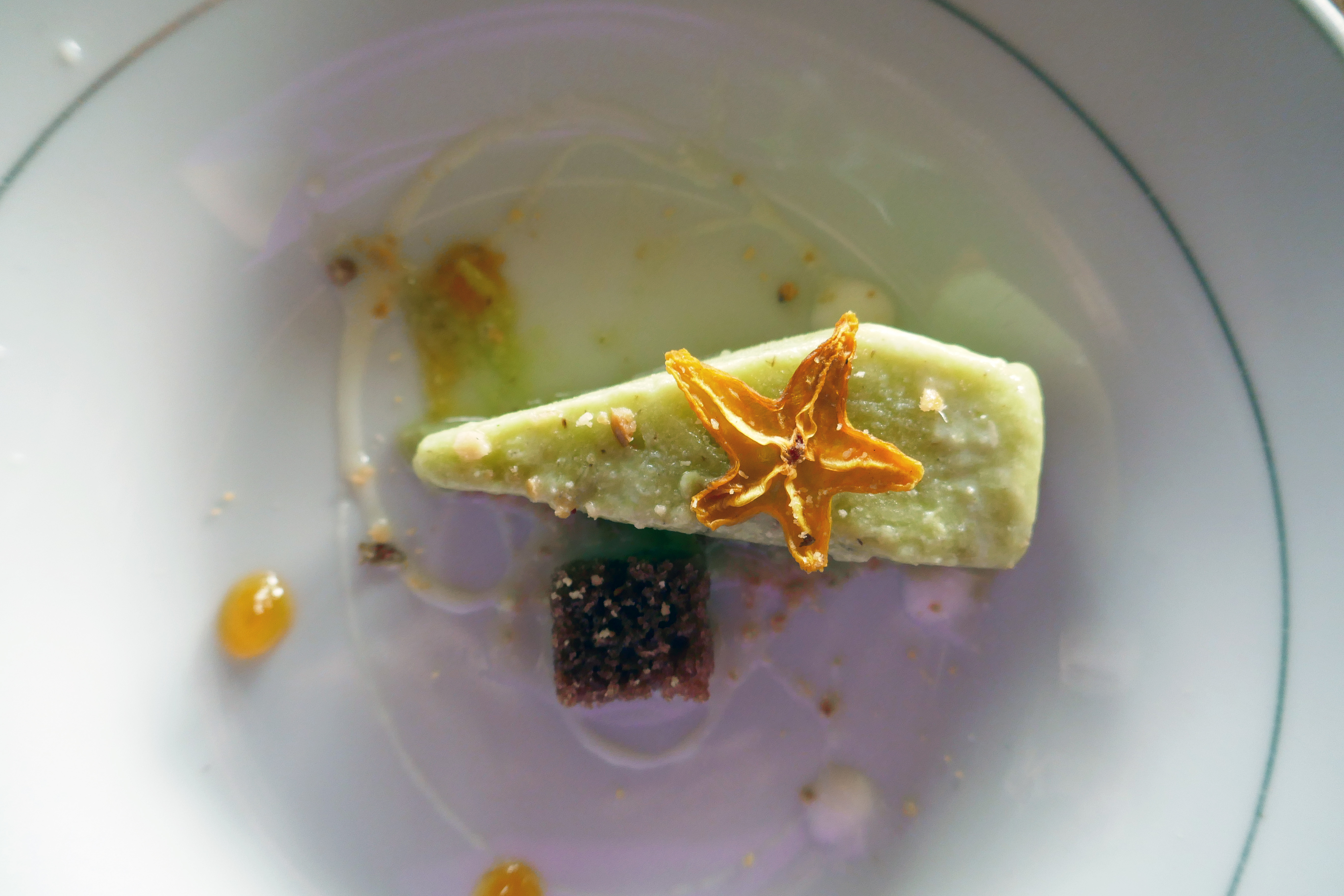